# FC St. Pauli
Fußball-Club St. (Sankt) Pauli von 1910 e. V., mais conhecido como St. Pauli, é uma associação esportiva alemã, fundada a 15 de maio de 1910, no bairro de St. Pauli, situado em Hamburgo, Alemanha. A equipe compete na Bundesliga.
Além do futebol, a associação inclui também times de rugby, beisebol, boliche, boxe, xadrez, ciclismo, handebol, roller derby, softbol, skittles, tênis de mesa e atletismo. Até o fim de 2013, a equipe também tinha um time de futebol americano, mas foi dissolvido porque faltou um time juvenil necessário para manter uma seleção masculina. Em novembro de 2018, o St. Pauli tinha 27.000 sócios.
Em 2003, o St. Pauli foi rebaixado à Fußball-Regionalliga, a quarta divisão da Alemanha, e permaneceu lá por quatro anos. Em 2007, ganhou a promoção para a 2. Bundesliga e em 2010, foi promovido à Bundesliga, primeira divisão do país. No entanto, a equipe foi rebaixada um ano depois, permanecendo na 2. Bundesliga até a Temporada 2023-24, quando se sagrou campeão obtendo o maior título de sua História e conseguindo novamente o acesso para a primeira divisão.
O clube tem como seu maior rival o Hamburgo. Os jogos entre os dois times recebem o nome de Hamburger Stadtderby, ou simplesmente Derby. Na temporada 2018–19, o clássico da cidade de Hamburgo ocorreu após muitos anos, devido ao rebaixamento do Hamburgo para a segunda divisão alemã. No jogo do turno, com mando do Hamburgo, prevaleceu o empate por 0–0. No returno, o St. Pauli foi goleado em casa por 4–0. O clube também tem uma rivalidade mais recente com o Hansa Rostock.
Embora a equipe tenha obtido apenas um sucesso modesto em campo, o clube é amplamente reconhecido por sua cultura social distinta e tem um grande número de seguidores populares como um dos clubes "Kult" do país, que também se desenvolve além da Alemanha. Os torcedores do St. Pauli são fortemente identificados com seu apoio à política de esquerda.

## História

### As origens
A história do Fußball-Club St. Pauli von 1910 inicia em 1899 com um grupo informal de apaixonados pelo Hamburg-St. Pauli Turn-Verein 1862. O primeiro jogo ocorre em 1907 contra o Aegir, time composto pelos residentes de uma sociedade de nadadores. A agremiação foi fundada oficialmente só em 5 de maio de 1910, jogando com o nome de St. Pauli TV na Kreisliga Groß-Hamburg (Alsterkreis). Inicialmente obteve somente resultados modestos. Em 1931, chegou às oitavas de final do Campeonato Alemão Setentrional, sendo derrotado pelo Hamburgo. Em 1934, ocorreu a primeira participação na Gauliga Nordmark, uma das 16 chaves da primeira divisão criadas na reorganização do futebol alemão feita pelo Terceiro Reich.
O Sankt Pauli foi imediatamente rebaixado, mas voltou à série superior, em 1936. Caiu novamente, em 1940, e foi repromovido, em 1942, permanecendo ao final da Segunda Guerra Mundial.

### O pós-guerra
Após a guerra, o St. Pauli recomeçou a jogar, em 1947, a Oberliga Nord. Um segundo lugar na final da temporada 1947–48 consentiu à equipe de se qualificar pela primeira vez à fase final do campeonato, que incluía os melhores times provenientes de toda a Alemanha Ocidental. Avançou até a semifinal, na qual foi eliminada pelo futuro campeão, o Nuremberg, por 3–2. O clube continuou a atuar em bom nível por toda a década de 1950, mas não conseguiu destronar o poderio do Hamburgo, sendo eliminado por este nas eliminatórias nacionais de 1949 a 1951. 
Na segunda metade dos anos 1950 até o início dos anos 1960, o clube foi desclassificado pelo Werden Bremen e pelo Vfl Osnabrück. Neste período, nunca conseguiu avançar além do quarto lugar nas chaves regionais.

### A luta pela promoção na Bundesliga

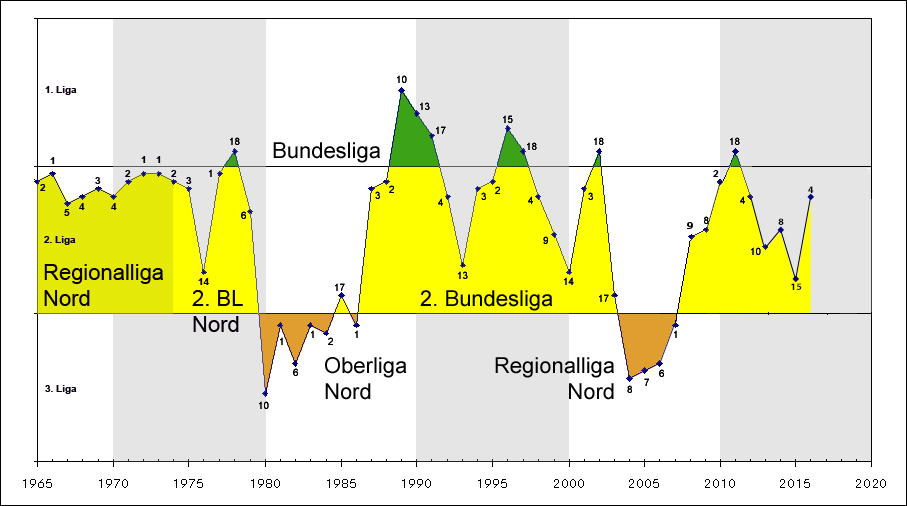
Gráfico das apresentações do clube desde 1965.

Em 1963, foi constituída a Bundesliga, a máxima série do Campeonato Alemão. Hamburgo, Werden Bremen e Eintracht Braunschweig foram as equipes inseridas na Bundesliga no que concerne à Oberliga Norte, porque eles tinham obtido melhores resultados em comparação às outras do grupo nos anos anteriores. O St. Pauli foi inserido na Regionalliga Norte, o então segundo nível do futebol alemão. Naquele ano, a equipe contratou Guy Acolatse, o primeiro futebolista negro a jogar na Alemanha.
O time venceu a segunda divisão, em 1964, mas chegou em último nos play-offs. Venceu de novo a Regionalliga, em 1966, mas declinou da promoção diante do Rot-Weiss Essen pela diferença de gols. Nos anos seguintes, conquistou a divisão, em 1971 e em 1974, além do segundo lugar em 1972 e 1973, mas em todas as ocasiões capitulou nos play-offs.
O sucesso da Bundesliga e o crescimento do futebol profissional na Alemanha induziram a Federação a criar a Zweite Bundesliga, que se tornou o segundo nível do futebol nacional, o qual foi dividido em duas chaves. O St. Pauli acabou incluído no grupo norte (Zweite Bundesliga Nord). Em 1977, finalmente conseguiu a histórica façanha de conquistar o avanço para a máxima série. Porém, a alegria durou pouco. Após um ano, a equipe foi rebaixada.
O retorno à segunda divisão também durou pouco. Em 1979, na bancarrota, o clube foi privado da licença profissional e foi rebaixado para a Oberliga Nord. As boas apresentações oferecidas entre 1981 e 1983 não foram suficientes para fazer frente à emergência financeira. Mas, em 1984, a equipe conseguiu a promoção para a segunda divisão, embora tenha ficado em segundo, atrás do time reserva do Werder Bremen. Foi promovido, portanto, o St. Pauli, porque as equipes reservas não podiam, e até hoje não podem, ser promovidas à Segunda Divisão.

### O St. Pauli e o fenômeno "cult"

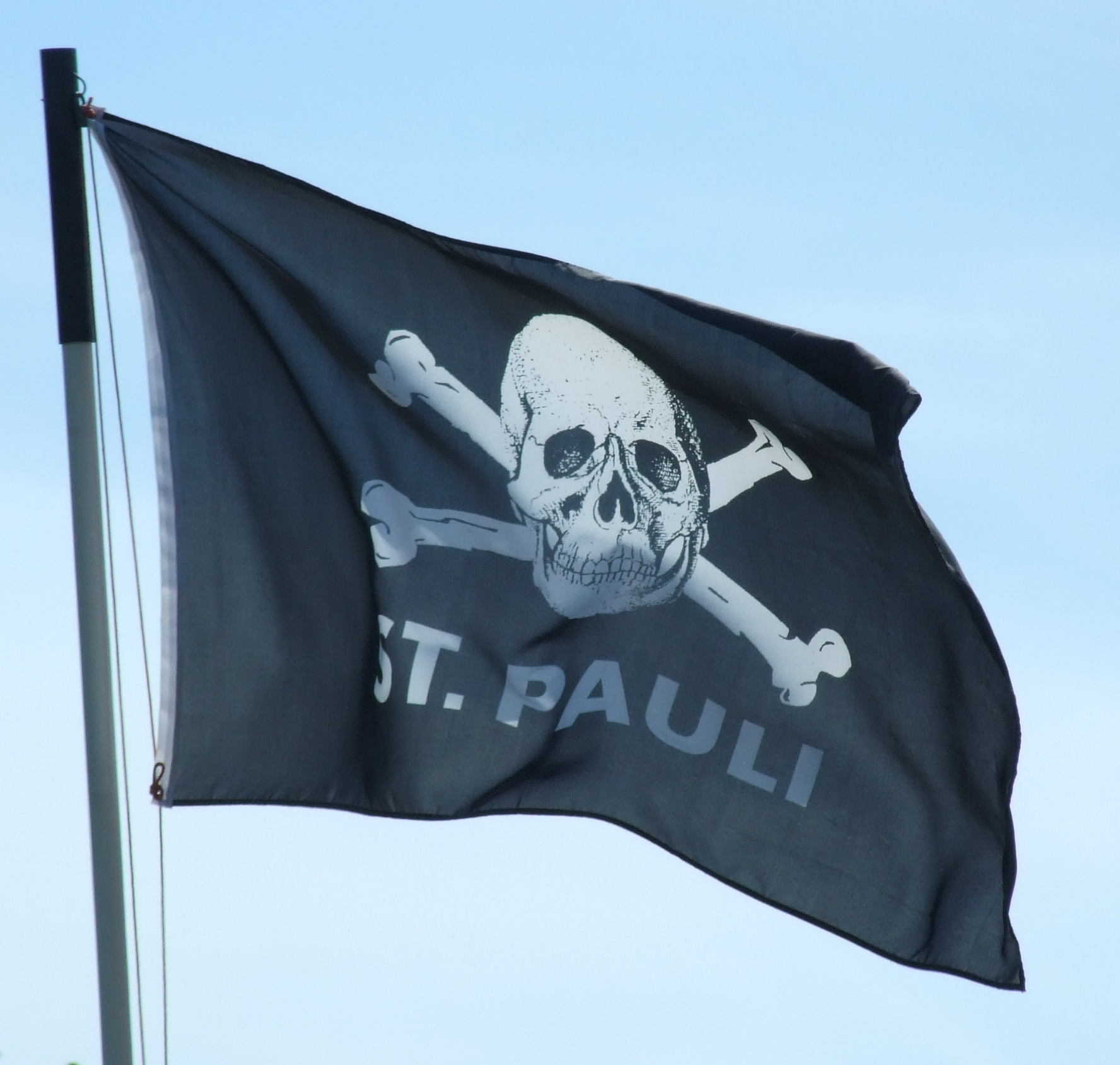
O símbolo da agremiação.

Na metade dos anos 1980, o St. Pauli obteve uma reviravolta que o fez mudar completamente de imagem. Passou, de fato, de equipe tradicional a um verdadeiro fenômeno cult. O motivo se encontra na localização do estádio. A agremiação transferiu a sede do estádio da zona do porto para um bairro vizinho a Reeperbahn, o bairro que é o centro da vida noturna. Uma cena alternativa de torcida lentamente emergiu, construída em torno da política de esquerda, do ativismo social e da atmosfera de eventos e festas das partidas do clube. Os torcedores adotaram como símbolo a bandeira pirata, a caveira com ossos entrecruzados. A equipe também foi a primeira na Alemanha a banir a entrada no próprio estádio de torcedores adeptos do nazismo. Graças a essas decisões, o clube passou de uma média de 1600 espectadores, em 1981, para mais de 20 000 no fim dos anos 1990.
O símbolo da caveira e ossos cruzados sempre foi associado a St Pauli (o bairro da cidade) de uma forma ou de outra. Hamburgo fomentou o pirata mais famoso da Alemanha, Klaus Störtebeker, e o símbolo foi usado pelos invasores da década de 1980 na Hafenstraße. No entanto, quem deve ser creditado por finalmente trazer o símbolo para os terraços é provavelmente Doc Mabuse, o cantor de uma banda punk de Hamburgo. Como diz a lenda, ele primeiro agarrou a bandeira de uma barraca enquanto passava bêbado pelo Dom a caminho do Millerntor-Stadion.
No que tange a resultados, o St. Pauli retornou à Bundesliga em 1988, permanecendo três anos, em 1995, por duas temporadas. A equipe passou os campeonatos restantes sempre na segunda divisão. Os dirigentes do St. Pauli se reúnem frequentemente com os fãs. Numerosos são os fãs clubes, espalhados não só pela Alemanha, como também em cinco continentes. Muito ativa é a torcida organizada.

### No novo milênio

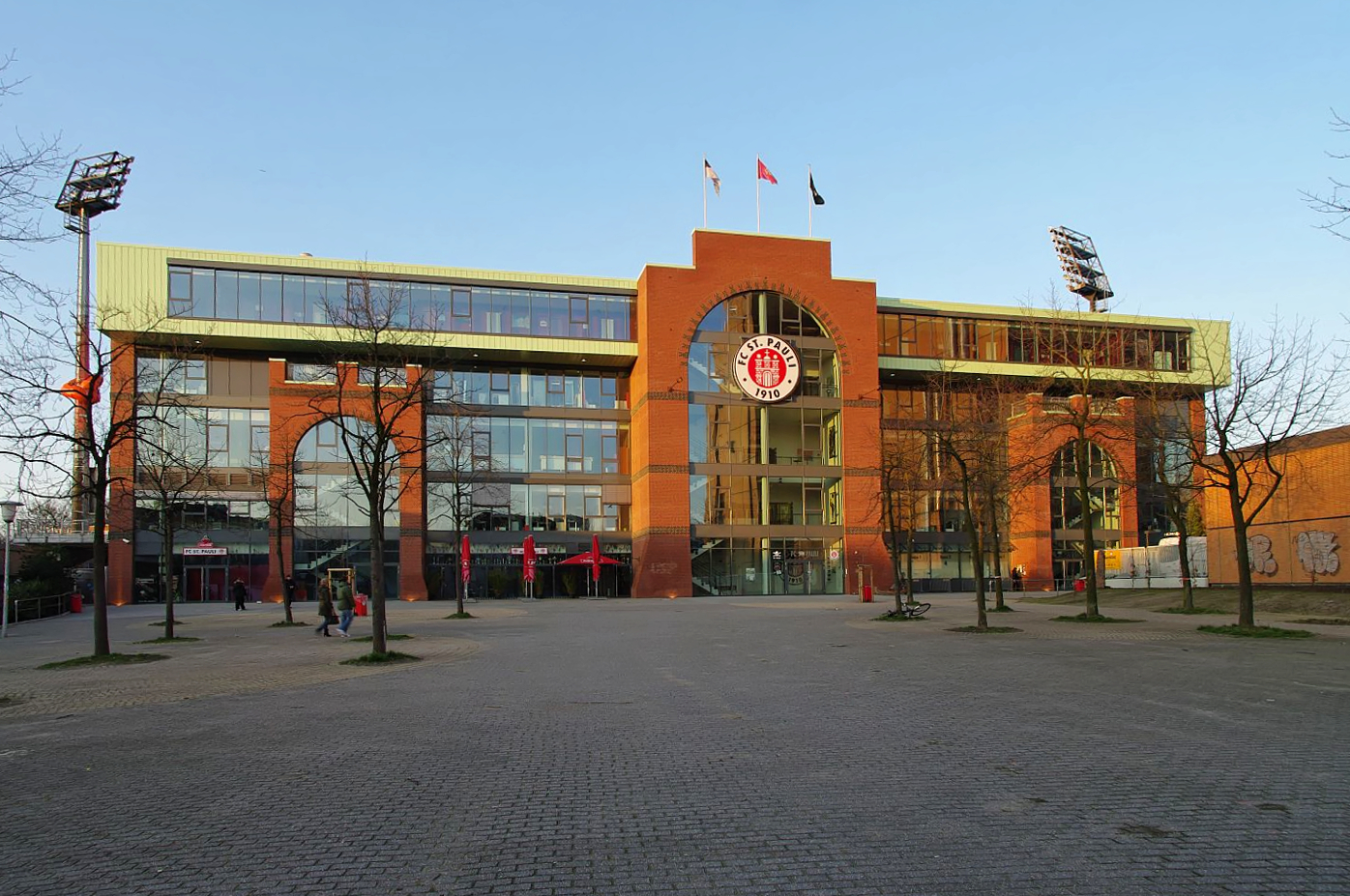
A tribuna sul do Millerntor-Stadion, vista da Budapester Straße em 2009.

Até 2010, a aparição mais recente do clube na primeira divisão havia sido uma participação especial em uma única temporada em 2001-02. Uma vitória contra o Bayern de Munique, os vencedores da Copa Intercontinental, levou às populares camisetas "Weltpokalsiegerbesieger" ("batedores do campeão mundial de clubes"). No entanto, a equipe terminou em último na liga, em parte porque a administração não confiou na equipe que surpreendentemente venceu a promoção em 2001, mas sim gastou o dinheiro adicional de contratos de TV da Bundesliga e anúncios em jogadores caros, mas decepcionantes. Após o rebaixamento para a 2. Bundesliga, apenas um esqueleto da bem-sucedida equipe de 2001 permaneceu. A temporada de 2002-03 acabou em um caos, com a equipe lutando contra o rebaixamento (em vão) desde o início, vários treinadores saindo e outros problemas internos ao clube.
Com o clube quase à falência novamente e a menos lucrativa Regionalliga Nord (3.ª divisão) se aproximando, o clube iniciou suas atividades de arrecadação de fundos, a considerada Retteraktion. Começaram a estampar camisas com o emblema do clube circundado pela palavra Retter (salvador). Mais de 140.000 foram vendidas em seis semanas. Foi ainda organizada uma partida amistosa contra o Bayern de Munique sempre para aumentar o caixa do clube.
Em 2005, o clube começou também a organizar obras de beneficência para terceiros. A equipe e os torcedores criaram a iniciativa 
Viva con Agua de Sankt Pauli, uma colheita de fundos para a aquisição de distribuição de água para as escolas de Cuba, para água limpa em Ruanda, entre outros.
Durante a temporada 2005–06, a equipe foi protagonista de uma campanha sem precedente na Copa da Alemanha, ao vencer Wacker Burghausen, Bochum, Hertha Berlim e, nas quartas de final, o Werder Bremen. A vitória por 3–1 no Millerntor-Stadium, completamente lotado, qualificou o time para a semifinal. A passagem de fase fez a agremiação ganhar 1 milhão de euros pelos direitos televisivos, o que a ajudou a espantar os problemas financeiros.

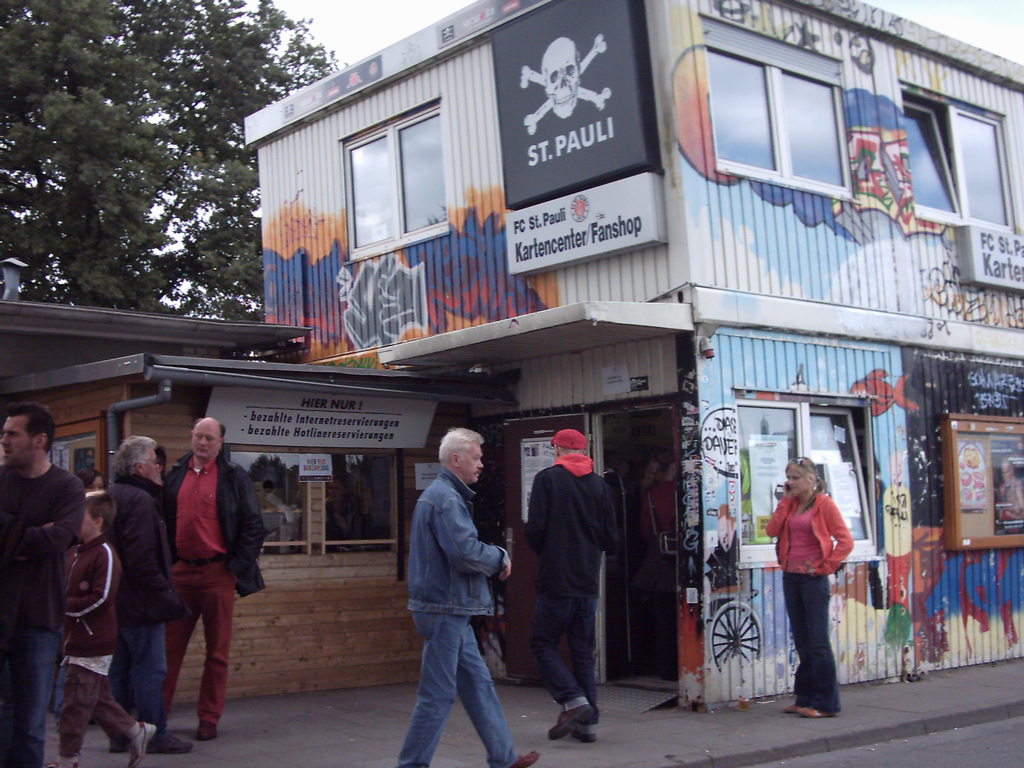
Loja dos fãs.

O time foi eliminado da competição, nas semifinais, em 12 de abril, ao ser batido pelo Bayern de Munique, com um gol de Owen Hargreaves e dois de Claudio Pizarro.
Na temporada 2006–07, o time conquistou a promoção para a Zweite Bundesliga, com uma rodada de antecedência, em 25 de maio de 2007, graças ao empate em casa contra o Dynamo Dresden, em 2–2. Ao ficar em segundo lugar na temporada 2009–10 da segunda divisão, a equipe obteve a promoção para a Bundesliga a partir da temporada 2010–11.
Em 16 de fevereiro de 2011, durante a temporada 2010-11 e pela primeira vez desde 1977, o St Pauli derrotou seu rival Hamburgo fora de casa, no Volksparkstadion, cortesia de um gol de Gerald Asamoah. Contudo, após essa vitória, a equipe sofreu uma série de sete derrotas consecutivas e conquista um ponto, fruto do 2–2 ocorrido na disputa direta pela salvação no estádio do VfL Wolfsburg em onze disputas, esses resultados fizeram o time tombar da metade da tabela para o último lugar, culminando, em 7 de maio de 2011, com o rebaixamento matemático para a segunda divisão. Na penúltima rodada, o St. Pauli sofreu uma dura derrota de 8–1 frente ao Bayern de Munique. (para os bávaros, foi a maior vitória obtida na sua história em jogos fora na Bundesliga). O St. Pauli fechou, portanto, o campeonato com a décima primeira derrota (2–1 no campo do Mainz 05) nas últimas doze rodadas do campeonatoterminando a temporada no último lugar com 29 pontos. A equipe permaneceu na 2. Bundesliga desde então.

## Notoriedade

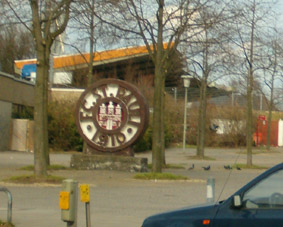
Millerntor-Stadion, o estádio da equipe

O St. Pauli tem mais notoriedade devido ao caráter esquerdista de seus torcedores: a maioria se considera antirracista, antifascista, antihomofóbico e antisexista, o que ocasionalmente os coloca em conflito com neonazistas e hooligans em jogos fora de casa. A organização adotou uma postura aberta contra o racismo, fascismo, sexismo e homofobia e incorporou essa posição em sua constituição. Os torcedores da equipe tradicionalmente participam de manifestações no bairro de St. Pauli, em Hamburgo, incluindo aquelas sobre habitações ocupadas ou de baixa renda, como a Hafenstraße e a Bambule. O centro da atividade dos torcedores é a Fanladen St. Pauli.
Em parte por causa de pontos de vista políticos de esquerda compartilhados, os torcedores do St. Pauli têm fortes relacionamentos com apoiadores do Ternana, Rayo Vallecano, Babelsberg, Hapoel Tel Aviv, AEK Atenas (Original 21) e Celtic. No passado, eles também tiveram uma amizade com os fãs de Bohemians 1905 e Partyzan Minsk. O grupo Ultrá Sankt Pauli também tem uma amizade especial com o grupo Schickeria München, de ultras do Bayern de Munique. Uma bandeira da Schickeria München é ocasionalmente exibida no Millerntor Stadion, e uma bandeira do Ultrá Sankt Pauli - com uma foto de Che Guevara - já foi exibida na Allianz Arena. Ultrá Sankt Pauli e Schickeria München são membros da Alerta Network, uma rede internacional antifascista de grupos de torcedores.
O clube se orgulha de ter o maior número de torcedoras em todo o futebol alemão.  Em 2002, os anúncios da revista masculina Maxim foram removidos do Millerntor-Stadion em resposta aos protestos dos fãs sobre as representações sexistas de mulheres nos anúncios. Em 2011, o clube proibiu apresentações de lap dance durante a partida em uma suíte corporativa, devido às reclamações dos fãs. A suíte pertencia ao clube de lap dance local Susies Show Bar.
O St. Pauli também é um símbolo mundial para o punk e subculturas relacionadas. O logotipo da caveira e ossos cruzados e o uniforme marrom e branco do time têm sido frequentemente usado por artistas internacionais, como as bandas Asian Dub Foundation, The Gaslight Anthem e Panteón Rococó. O vocalista do KMFDM e nativo de Hamburgo Sascha Konietzko é um reconhecível fã do St. Pauli, a certa altura colocando uma enorme imagem de um punho quebrando uma suástica na página principal de sua banda, com a legenda "St. Pauli Fans gegen Rechts!" ("Fãs de St. Pauli contra a direita") embaixo dela. A banda punk americana Anti-Flag pode ser vista vestindo camisetas do St. Pauli em vários videoclipes de seu álbum American Fall. Outro notável apoiador e patrocinador é Andrew Eldritch, vocalista da banda The Sisters of Mercy. Em sua turnê "Sisters Bite The Silver Bullet" de 2006, Eldritch vestiu a famosa camisa de caveira e ossos cruzados. Georg Hólm, o baixista da banda islandesa de post rock Sigur Rós, se apresentou em vários festivais vestindo uma camiseta do St. Pauli. Alex Rosamilia, o guitarrista do The Gaslight Anthem, frequentemente usa um chapéu do St. Pauli e um capuz e exibe uma bandeira com o logotipo do clube na frente dos alto-falantes de seu amplificador de guitarra. O guitarrista e sintetizador Chris Urbanowicz frequentemente usa a camiseta com caveira e ossos cruzados. Dave Doughman, o vocalista da banda estadunidense Swearing at Motorists, que foi visto em show com a caveira e ossos cruzados em sua guitarra e amplificador, mudou-se para St. Pauli em 2010. A banda Bad Religion jogou uma partida de caridade contra o terceiro time do St. Pauli em 2000.
Várias bandas também fizeram músicas diretamente relacionadas ao St. Pauli: A banda de punk rock norueguesa Turbonegro gravou uma versão especial de sua canção "I Got Erection" com letras em alemão retrabalhadas para o St. Pauli. Em 2009, a banda italiana de ska combat-folk punk Talco, de Marghera, Veneza, escreveu a canção "St. Pauli". Desde então, a equipe tem usado a música como um hino e Talco fez vários shows no Millerntor-Stadion. A banda de Glasgow The Wakes também tocou no Millerntor, tendo escrito "The Pirates of the League" sobre o clube. Além disso, a banda britânica Art Brut escreveu uma canção sobre o clube chamada "St. Pauli", que é apresentada em seu álbum It's a Bit Complicated. Em 2010, o St. Pauli comemorou seu centenário. Para a ocasião, o fã-clube 18auf12 gravou a música "Happy Birthday St. Pauli, One Hundred Beers for You", com letra e música de Henning Knorr e Christoph Brüx.
A banda canadense de punk-rock The Pagans of Northumberland gravou uma canção em 2014 chamada simplesmente de "St Pauli", para seu primeiro seven-inch, detalhando seu amor pelo clube e seus torcedores ao redor do mundo.
Em janeiro de 2017, o St. Pauli anunciou uma ampla cooperação com a banda punk celta irlandesa-americana Dropkick Murphys. A cooperação inclui um disco de imagem estritamente limitado de sete polegadas da música "You'll Never Walk Alone", gravado pela banda, e novos produtos do clube rotulados "You'll Never Walk Alone", exibindo tanto o clube quanto a banda.
Quando o time joga na 2. Bundesliga da Alemanha, seus jogos em casa no Millerntor-Stadion costuma ter uma média de espectadores maior do que qualquer outra equipe e muitas vezes excede o comparecimento das outras equipes. Na temporada 2011-12, o St. Pauli foi o único time que teve cerca de 100% na média de comparecimento em casa.
Em 2006, o St. Pauli vendia mais ingressos para a temporada do que muitos times da Bundesliga. Um estudo estimou que o time tem cerca de 11 milhões de fãs em toda a Alemanha, tornando o clube uma das equipes alemãs mais amplamente reconhecidas. O número de fã-clubes oficiais em 2011 ultrapassou 500, um aumento de 300 em três anos.
Em janeiro de 2020, a famosa bandeira de caveira e ossos cruzados do clube foi usada pela polícia antiterrorista do Reino Unido em um guia enviado a funcionários do setor público para perceber o potencial extremismo, o que gerou uma reação do zagueiro do St. Pauli, James Lawrence.

## Cultura do clube
O St. Pauli abre suas partidas em casa com a música "Hells Bells" do AC/DC. Depois de cada gol a favor, é tocada a canção "Song 2", do Blur.
Corny Littmann, ex-presidente do clube, ativo no teatro alemão e chefe do Schmidt Theatre na Reeperbahn, é abertamente homossexual.
O St. Pauli fez várias aparições na pré-temporada no Wacken Open Air, um festival de heavy metal.
Em 2006, clube sediou a FIFI Wild Cup, um torneio formado por seleções não reconhecidas de futebol, como Groenlândia, Tibete e Zanzibar. Participaram como "República de St. Pauli".
Em 2008, a Nike homenageou o clube com dois tênis Dunk exclusivos, ambos lançados em quantidades limitadas. O High Dunk (apresentando uma cor preta e o símbolo da caveira e ossos cruzados) foi lançado para todos os países da Europa, com apenas 500 pares produzidos. O Low Dunk (apresentando uma coloração branca lisa e tendo o logotipo da equipe estampado no couro do painel lateral) foi lançado apenas para lojas na Alemanha, Suíça e Áustria, com apenas 150 pares produzidos.

## Princípios fundamentais
O St. Pauli foi o primeiro clube da Alemanha a integrar um conjunto de Princípios Fundamentais (Leitlinien) para ditar como o clube é administrado. Os Princípios Fundamentais foram aprovados por uma esmagadora maioria no Congresso St. Pauli em 2009 e vão além do futebol.
Os primeiros cinco princípios afirmam que:
- "Em sua totalidade, constituído por membros, staff, torcedores e oficiais honorários, o St. Pauli FC faz parte da sociedade que o envolve e por isso é afetado direta e indiretamente pelas mudanças sociais no âmbito político, cultural e esferas sociais."

- "O St. Pauli FC tem consciência da responsabilidade social que isso implica, e representa os interesses de seus membros, staff, torcedores e dirigentes honorários em questões não restritas apenas ao âmbito do esporte."

- "O St. Pauli FC é o clube de um determinado bairro da cidade e é a isso que deve a sua identidade. Isso lhe confere uma responsabilidade social e política em relação ao bairro e às pessoas que aí vivem."

- "O St. Pauli FC pretende transmitir um certo sentimento de vida e simbolizar a autenticidade desportiva. Isto permite às pessoas se identificarem com o clube independentemente dos sucessos desportivos que possam alcançar. Características essenciais do clube que estimulam este sentido de a identificação deve ser homenageada, promovida e preservada."

- "Tolerância e respeito nas relações humanas mútuas são pilares importantes da filosofia do St. Pauli."

## Estádio
O estádio do St. Pauli é o Millerntor-Stadion. As obras no estádio começaram em 1961, mas sua conclusão foi adiada até 1963 porque inicialmente não havia sistema de drenagem no local, tornando o campo impossível de jogar após a chuva. Originalmente, ele continha 32.000 torcedores, mas a capacidade foi reduzida posteriormente por razões de segurança.
Em 1970, o estádio foi rebatizado de Wilhelm Koch-Stadium em homenagem a um ex-presidente do clube. No entanto, esse nome tornou-se altamente controverso quando foi descoberto que Wilhelm Koch havia sido membro do Partido Nazista durante a grande guerra. Após protestos de fãs, o nome foi mudado de volta para Millerntor-Stadion em 1999.
Uma remodelação total começou em 2006. A fase final das obras de remodelação terminou com a conclusão da nova arquibancada norte em julho de 2015. O estádio está desde então autorizado para uma capacidade de 29.546 espectadores, dos quais 16.940 em pé e 12.606 sentados.
O estádio está localizado próximo à Heiligengeistfeld e é supervisionado pela Torre Flak IV ao norte e um prédio da Deutsche Telekom ao sul. Pode ser facilmente alcançado com a linha U3 do U-Bahn de Hamburgo (Estação St. Pauli e Estação Feldstrasse). 

## Títulos
| NACIONAIS                 | NACIONAIS | NACIONAIS                                                        |
| Competição                | Títulos   | Temporadas                                                       |
| ------------------------- | --------- | ---------------------------------------------------------------- |
| 2. Bundesliga             | 1         | 2023–24                                                          |
| 2. Bundesliga Nord        | 1         | 1976–77                                                          |
| Fußball-Regionalliga Nord | 1         | 2006–07                                                          |
| Oberliga Nord             | 3         | 1980–81, 1982–83, 1985–86                                        |
| Hamburger Pokal           | 7         | 1985–86, 1997–98*, 2000–01*, 2003–04, 2004–05, 2005–06, 2007–08* |

*Os títulos da Hamburgem Pokal de 1997/98, 2000/01 e 2007/08 foram conquistados pelo time B do St. Pauli.

## Cronologia recente
| Temporada | Divisão                 | Posição |
| --------- | ----------------------- | ------- |
| 1999–2000 | 2. Bundesliga (II)      | 13ª     |
| 2000–01   | 2. Bundesliga           | 3ª ↑    |
| 2001–02   | 1. Bundesliga (I)       | 18ª ↓   |
| 2002–03   | 2. Bundesliga (II)      | 17ª ↓   |
| 2003–04   | Regionalliga Nord (III) | 8ª      |
| 2004–05   | Regionalliga Nord       | 7ª      |
| 2005–06   | Regionalliga Nord       | 6ª      |
| 2006–07   | Regionalliga Nord       | 1ª ↑    |
| 2007–08   | 2. Bundesliga (II)      | 9ª      |
| 2008–09   | 2. Bundesliga           | 8ª      |
| 2009–10   | 2. Bundesliga           | 2ª ↑    |
| 2010–11   | 1. Bundesliga           | 18ª ↓   |
| 2011–12   | 2. Bundesliga           | 4ª      |
| 2012–13   | 2. Bundesliga           | 10ª     |
| 2013–14   | 2. Bundesliga           | 8ª      |
| 2014–15   | 2. Bundesliga           | 15ª     |
| 2015–16   | 2. Bundesliga           | 4ª      |
| 2016–17   | 2. Bundesliga           | 7ª      |
| 2017–18   | 2. Bundesliga           | 12ª     |
| 2018–19   | 2. Bundesliga           | 9ª      |
| 2019–20   | 2. Bundesliga           | 14ª     |
| 2020–21   | 2. Bundesliga           | 10ª     |
| 2021–22   | 2. Bundesliga           | 5ª      |
| 2022–23   | 2. Bundesliga           | 5ª      |
| 2023–24   | 2. Bundesliga           | 1ª ↑    |
| 2024–25   | Bundesliga              | 14ª     |
| 2025–26   | Bundesliga              | —       |

## Elenco atual
Atualizado em 8 de fevereiro de 2025.

## Uniformes
Historicamente as cores do St. Pauli são o marrom e o branco, e anteriormente o vermelho.
Durante o século 21, detalhes LGBT foram adicionados ao terceiro uniforme.

### 1º Uniforme
| 2020–2021 | 2019–2020 | 2018–2019 | 2017–2018 | 2016–2017 | 2015–2016 | 2014–2015 | 2013–2014 | 2012–2013 | 2011–2012 |

### 2º Uniforme
| 2020–2021 | 2019–2020 | 2018–2019 | 2017–2018 | 2016–2017 | 2015–2016 | 2014–2015 | 2013–2014 | 2012–2013 | 2011–2012 |

### 3º Uniforme
|  |  |  |  |  |  |  |  |  |  |  |  |  |  |  |  |  |  |  |  |  |  |  |  |  |  | 2019–2020 | 2018–2019 | 2017–2018 | 2016–2017 | 2015–2016 | 2014–2015 | 2013–2014 | 2012–2013 | 2011–2012 |

### 4º Uniforme
|  |  |  |  |  |  |  |  |  |  |  |  |  |  |  |  |  |  |  |  |  |  |  |  |  |  |  |  |  |  |  |  |  |  |  |  |  |  |  |  |  |  |  |  |  |  |  |  |  |  |  |  |  |  |  |  |  |  |  |  |  |  |  |  |  |  |  |  |  |  |  |  |  |  |  |  |  |  |  |  |  |  |  |  |  |  |  |  |  |  |  |  |  |  |  |  |  |  |  |  |  |  |  |  |  |  |  |  |  |  |  |  |  |  |  |  |  |  |  |  |  |  |  |  |  |  |  |  |  |  | 2015–2016 |  |  |  |  |  |  |  |  |  |  |  |  |  |  |  |  |  |  |  |  |  |  |  |  |  |  |  |  |  |  |  |  |  |  |  |  |  |  |  |  |  |  |  |  |  |  |  |  |  |  |  |  | 2012–2013 |